# Campeonato Europeu de Atletismo em Pista Coberta de 2019 - Salto com vara feminino
A prova do salto com vara feminino do Campeonato Europeu de Atletismo em Pista Coberta de 2019 foi disputada entre os dias  2 e 3 de março de 2019 na Emirates Arena, em Glasgow, no Reino Unido. 

## Recordes
Antes desta competição, os recordes mundiais e do campeonato nesta prova eram os seguintes:
|                       | Nome              | Nacionalidade  | Altura  | Local       | Data                    |
| --------------------- | ----------------- | -------------- | ------- | ----------- | ----------------------- |
| Recorde mundial       | Jenn Suhr         | Estados Unidos | 5m 02cm | Albuquerque | 2 de março de 2013      |
| Recorde do campeonato | Yelena Isinbayeva | Rússia         | 4m 90cm | Madri       | 6 de março de 2005      |
| Recorde europeu       | Yelena Isinbayeva | Rússia         | 5m 01cm | Estocolmo   | 23 de fevereiro de 2012 |

## Medalhistas
| Oruro              | Prata                       | Bronze                        |
| Anzhelika Sidorova | Grã-Bretanha Holly Bradshaw | Grécia Nikoleta Kyriakopoulou |

## Cronograma
Todos os horários são locais (UTC+0).
| Data       | Hora  | Evento       |
| ---------- | ----- | ------------ |
| 2 de março | 10:03 | Qualificação |
| 3 de março | 18:05 | Final        |

## Resultados

### Qualificação
Qualificação: 4,65 m (Q) ou os 8 melhores qualificados (q).

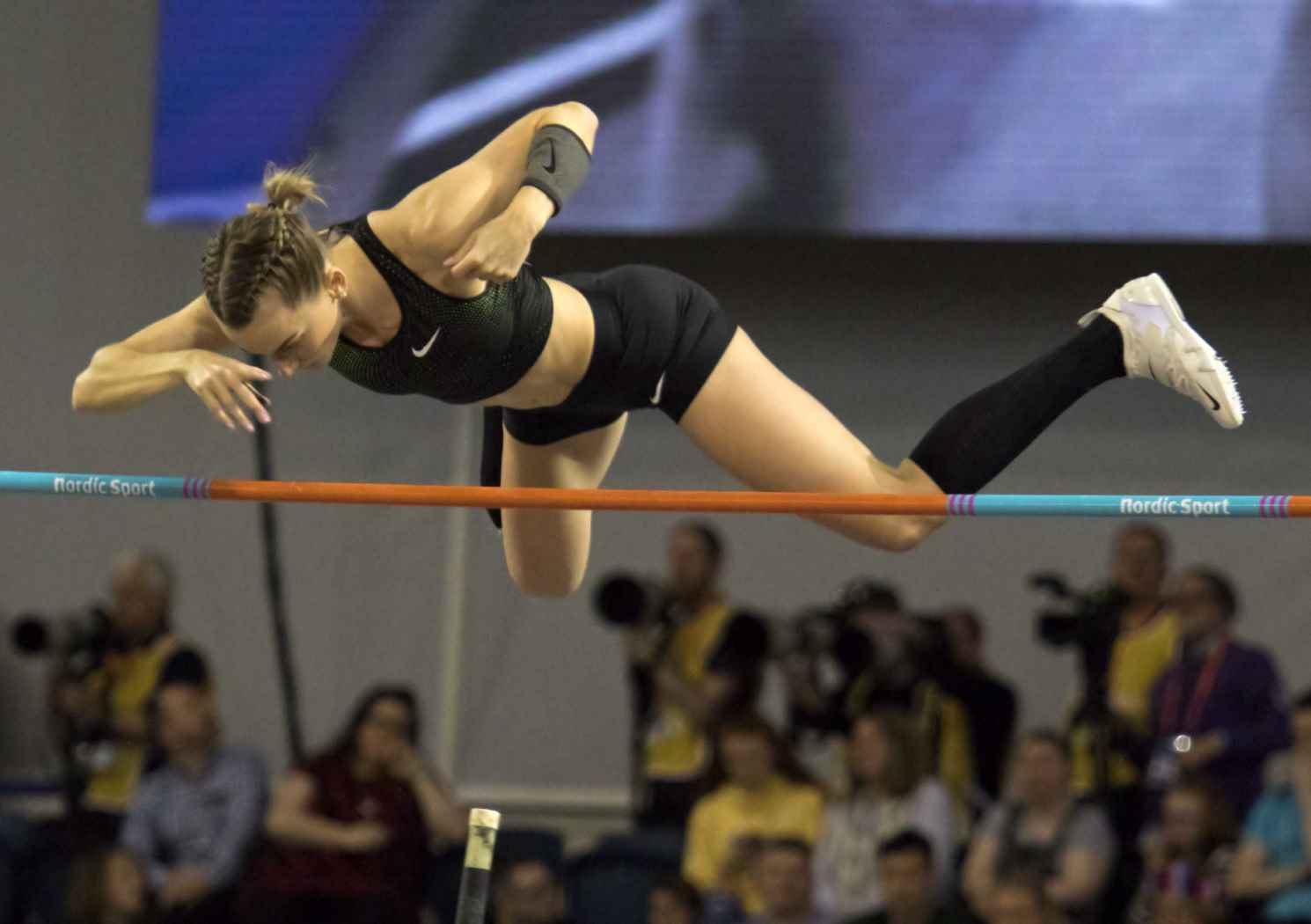
Anzhelika Sidorova ganhou medalha de ouro.

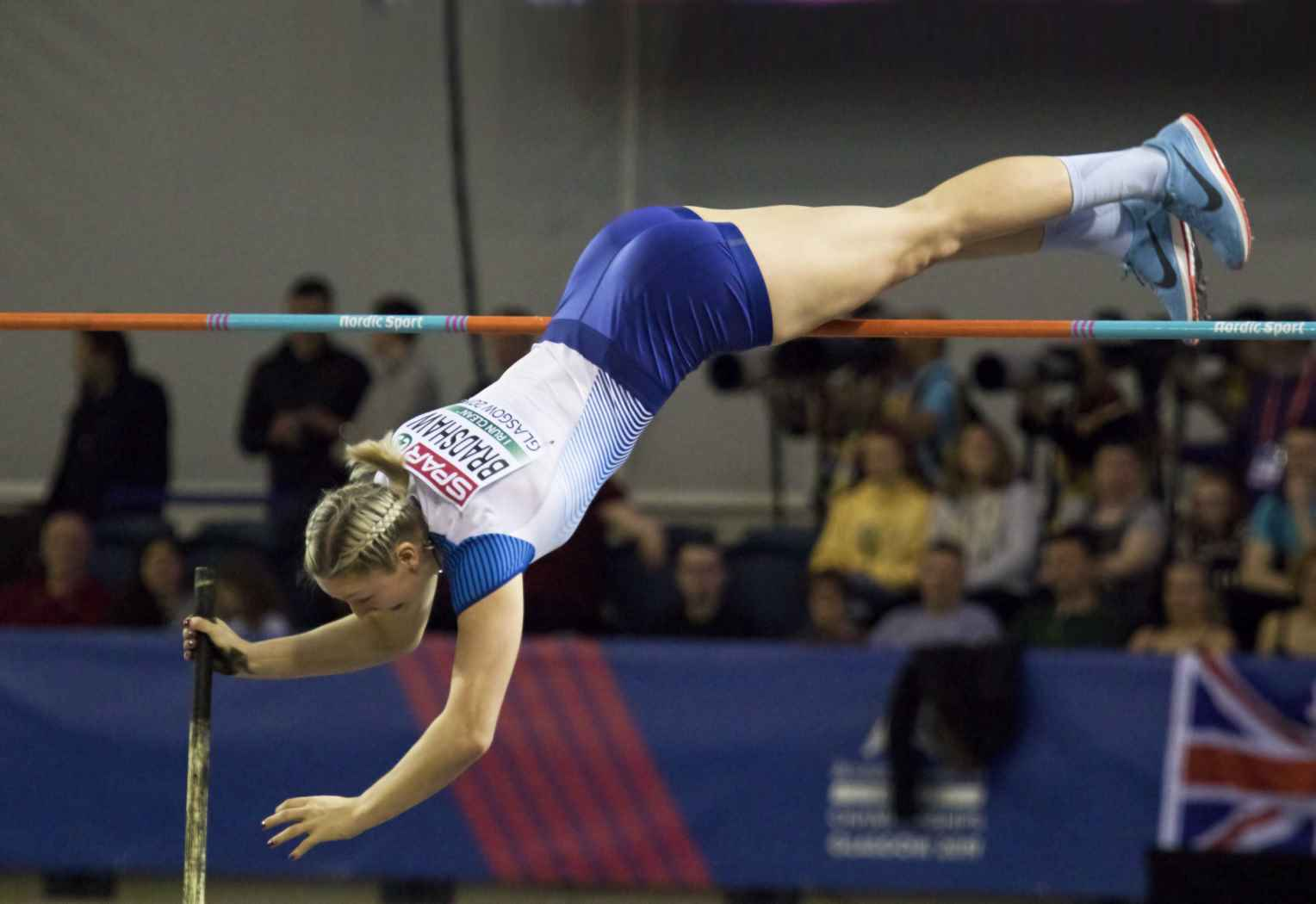
Holly Bradshaw levou a prata.

| Posição | Atleta                 | Nacionalidade               | 4.10 | 4.25 | 4.40 | 4.50 | 4.60 | Resultados | Notas |
| ------- | ---------------------- | --------------------------- | ---- | ---- | ---- | ---- | ---- | ---------- | ----- |
| 1       | Anzhelika Sidorova     | Atletas Neutros Autorizados | –    | –    | –    | ο    | ο    | 4.60       | q     |
| 1       | Katerina Stefanidi     | Grécia                      | –    | –    | –    | –    | ο    | 4.60       | q     |
| 1       | Iryna Zhuk             | Bielorrússia                | –    | –    | o    | o    | ο    | 4.60       | q     |
| 4       | Michaela Meijer        | Suécia                      | –    | –    | xo   | –    | o    | 4.60       | q     |
| 5       | Angelica Moser         | Suíça                       | –    | xo   | o    | xo   | o    | 4.60       | q     |
| 6       | Ninon Guillon-Romarin  | França                      | –    | –    | o    | o    | xo   | 4.60       | q     |
| 7       | Nikoleta Kyriakopoulou | Grécia                      | –    | –    | xo   | xxo  | xxo  | 4.60       | q     |
| 8       | Holly Bradshaw         | Grã-Bretanha                | –    | –    | –    | o    | xxr  | 4.50       | q     |
| 9       | Sonia Malavisi         | Itália                      | xo   | o    | xo   | o    | xxx  | 4.50       | =     |
| 10      | Tina Šutej             | Eslovênia                   | –    | xo   | o    | xo   | xxx  | 4.50       |       |
| 11      | Olga Mullina           | Atletas Neutros Autorizados | –    | xo   | xo   | xo   | xxx  | 4.50       | =     |
| 12      | Eléni-Klaoúdia Pólak   | Grécia                      | xo   | xxo  | o    | xxo  | xxx  | 4.50       | =     |
| 13      | Romana Maláčová        | Chéquia                     | o    | xxo  | xxo  | xxo  | xxx  | 4.50       |       |
| 14      | Katharina Bauer        | Alemanha                    | –    | o    | o    | xxx  |      | 4.40       |       |
| 14      | Angelica Bengtsson     | Suécia                      | –    | –    | o    | xxx  |      | 4.40       |       |
| 16      | Amálie Švábíková       | Chéquia                     | xo   | xo   | xo   | xxx  |      | 4.40       |       |
| 17      | Maialen Axpe           | Espanha                     | o    | xo   | xxx  |      |      | 4.25       |       |
| 18      | Wilma Murto            | Finlândia                   | xo   | xxx  |      |      |      | 4.10       |       |
| 19      | Maryna Kylypko         | Ucrânia                     |      |      |      |      |      | DNS        |       |

### Final
A final aconteceu às 18:05 no dia 3 de março de 2019. 
| Posição           | Atleta                 | Nacionalidade   | 4.30 | 4.45 | 4.55 | 4.65 | 4.75 | 4.80 | 4.85 | 4.92 | Resultados | Notas           |
| ----------------- | ---------------------- | --------------- | ---- | ---- | ---- | ---- | ---- | ---- | ---- | ---- | ---------- | --------------- |
| Medalha de ouro   | Anzhelika Sidorova     | Atletas Neutros | –    | –    | o    | –    | o    | o    | o    | xxx  | 4.85       |                 |
| Medalha de prata  | Holly Bradshaw         | Grã-Bretanha    | –    | –    | o    | xo   | o    | –    | xxx  |      | 4.75       |                 |
| Medalha de bronze | Nikoleta Kyriakopoulou | Grécia          | –    | xo   | –    | xo   | xxx  |      |      |      | 4.65       |                 |
| 4                 | Angelica Moser         | Suíça           | o    | o    | o    | xxo  | xxx  |      |      |      | 4.65       | Recorde pessoal |
| 4                 | Katerina Stefanidi     | Grécia          | –    | –    | –    | xxo  | xxx  |      |      |      | 4.65       |                 |
| 6                 | Iryna Zhuk             | Bielorrússia    | –    | o    | xo   | xxo  | xxx  |      |      |      | 4.65       | =               |
| 7                 | Ninon Guillon-Romarin  | França          | –    | xxo  | xo   | xxo  | xxx  |      |      |      | 4.65       |                 |
| 8                 | Michaela Meijer        | Suécia          | –    | xo   | –    | xxx  |      |      |      |      | 4.45       |                 |

Legenda
| Recorde mundial       | Recorde mundial (World record)               |                       | Recorde africano                      | Recorde africano (African) |                                           | Q | Classificado por posição (Qualified) |
| Recorde do campeonato | Recorde do campeonato (Championship record)  | Recorde da América    | Recorde da América (Americas)         | q                          | Classificado por melhor tempo (Qualified) |   |                                      |
| Melhor marca do ano   | Melhor marca do ano (World leading)          | Recorde asiático      | Recorde asiático (Asian)              | DNS                        | Não largou (Did not start)                |   |                                      |
| Recorde nacional      | Recorde nacional (National record)           | Recorde europeu       | Recorde europeu (European)            | DNF                        | Não terminou (Did not finish)             |   |                                      |
| Recorde pessoal       | Recorde pessoal do atleta (Personal best)    | Recorde da Oceania    | Recorde da Oceania (Oceania)          | DSQ / DQ                   | Desclassificado (Disqualified)            |   |                                      |
| Recorde da temporada  | Recorde da temporada do atleta (Season best) | Recorde sul-americano | Recorde sul-americano (South America) | NM                         | Sem marca (No mark)                       |   |                                      |